# Puri (Angola)
Puri és un municipi de la província de Uíge. Té una extensió de 1.232 km² i 35.492 habitants. Comprèn la comuna de Puri.